# Майкл Тернер (футболіст)
Майкл Томас Тернер (англ. Michael Thomas Turner, нар. 9 листопада 1983) — англійський футболіст, що грав на позиції захисника.
Виступав у англійській Прем'єр-лізі за клуби «Галл Сіті», «Сандерленд» та «Норвіч Сіті», а також за низку нижчолігових англійських команд.

## Ігрова кар'єра
Народився 9 листопада 1983 року. Вихованець «Чарльтон Атлетик», також він мав можливість потренуватися кілька місяців з молоддю до 19 років італійського клубу «Інтернаціонале», як частина співпраці між клубами. Не пробившись до першої команди «Чарльтон Атлетик», Тернер у березні 2003 року був відданий в оренду в клуб Третього дивізіону «Лейтон Орієнт». де і дебютував на дорослому рівні, зігравши до кінця сезону 2002/03 7 ігор і забивши 1 гол.
Потім, повернувшись до «Чальтона», він почав грати в молодіжному складі клубу, став його капітаном та отримав приз найкращого молодого гравця клубу сезону 2003/04, тим не менш за першу команду так і не дебютував. У серпні 2004 року Тернер був відданий в оренду до клубу «Брентфорд». Оренда, що почалася з місяця, потім була продовжена до двох місяців, а потім і до трьох, після чого «Брентфорд» вирішив купити Тернера, підписавши з ним контракт на 2,5 роки у листопаді 2004 року. У «Брентфорді» Тернер став лідером оборони клубу, за що отримав приз найкращого гравця клубу за голосуванням самих футболістів команди в сезоні 2004/05 і на думку вболівальників клубу в сезоні 2005/06.
Своєю грою за останню команду привернув увагу представників тренерського штабу клубу «Галл Сіті», до складу якого приєднався у липні 2006 року. Відіграв за клуб з Галла наступні три сезони своєї ігрової кар'єри. Більшість часу, проведеного у складі «Галл Сіті», був основним гравцем захисту команди і у сезоні 2007/08 був визнаний найкращим гравцем сезону в «Галл Сіті». За підсумками того ж сезону команда стала третьою у Чемпіоншипі і вийшла до Прем'єр-ліги. Тернер дебютував у вищій лізі Англії 16 серпня 2008 року проти «Фулгема». Свій перший гол у Прем'єр-лізі забив 21 вересня у ворота «Евертона». У лютому 2009 року він продовжив контракт з «тиграми» до 2013 року, проте вже в серпні він підписав контракт з «Сандерлендом», у складі якого провів наступні три роки своєї кар'єри гравця. Граючи у складі «Сандерленда» також здебільшого виходив на поле в основному складі команди.
З 2012 року захищав кольори клубу «Норвіч Сіті», де спочатку був основним гравцем, але з 2015 року втратив позиції і на правах оренди захищав кольори клубів «Фулгем» та «Шеффілд Венсдей».
Завершив ігрову кар'єру у команді Першої ліги «Саутенд Юнайтед», за яку виступав протягом 2017—2019 років.

## Статистика
| Клуб             | Сезон   | Чемпіонат       | Чемпіонат | Чемпіонат | Кубок Англії | Кубок Англії | Кубок ліги | Кубок ліги | Інше | Інше  | Всього | Всього |
| Клуб             | Сезон   | Дивізіон        | Ігор      | Голів     | Ігор         | Голів        | Ігор       | Голів      | Ігор | Голів | Ігор   | Голів  |
| ---------------- | ------- | --------------- | --------- | --------- | ------------ | ------------ | ---------- | ---------- | ---- | ----- | ------ | ------ |
| Чарльтон Атлетік | 2002–03 | Прем'єр-ліга    | 0         | 0         | 0            | 0            | 0          | 0          | —    | —     | 0      | 0      |
| Чарльтон Атлетік | 2003–04 | Прем'єр-ліга    | 0         | 0         | 0            | 0            | 0          | 0          | —    | —     | 0      | 0      |
| Чарльтон Атлетік | Всього  | Всього          | 0         | 0         | 0            | 0            | 0          | 0          | —    | —     | 0      | 0      |
| Лейтон Орієнт    | 2002–03 | Третій дивізіон | 7         | 1         | —            | —            | —          | —          | —    | —     | 7      | 1      |
| Брентфорд        | 2004–05 | Перша ліга      | 45        | 1         | 8            | 0            | 0          | 0          | 2    | 0     | 55     | 1      |
| Брентфорд        | 2005–06 | Перша ліга      | 46        | 2         | 6            | 0            | 1          | 0          | 2    | 0     | 55     | 2      |
| Брентфорд        | Всього  | Всього          | 91        | 3         | 14           | 0            | 1          | 0          | 4    | 0     | 110    | 3      |
| Галл Сіті        | 2006–07 | Чемпіоншип      | 43        | 3         | 2            | 0            | 3          | 0          | 0    | 0     | 48     | 3      |
| Галл Сіті        | 2007–08 | Чемпіоншип      | 44        | 5         | 1            | 0            | 3          | 0          | 3    | 0     | 51     | 5      |
| Галл Сіті        | 2008–09 | Прем'єр-ліга    | 38        | 4         | 4            | 1            | 1          | 0          | —    | —     | 43     | 5      |
| Галл Сіті        | 2009–10 | Прем'єр-ліга    | 4         | 0         | 0            | 0            | 0          | 0          | —    | —     | 4      | 0      |
| Галл Сіті        | Всього  | Всього          | 129       | 12        | 7            | 1            | 7          | 0          | 3    | 0     | 146    | 13     |
| Сандерленд       | 2009–10 | Прем'єр-ліга    | 29        | 1         | 1            | 0            | 2          | 0          | —    | —     | 32     | 1      |
| Сандерленд       | 2010–11 | Прем'єр-ліга    | 15        | 0         | 0            | 0            | 1          | 0          | —    | —     | 16     | 0      |
| Сандерленд       | 2011–12 | Прем'єр-ліга    | 24        | 0         | 5            | 0            | 0          | 0          | —    | —     | 29     | 0      |
| Сандерленд       | Всього  | Всього          | 68        | 1         | 6            | 0            | 3          | 0          | —    | —     | 77     | 1      |
| Норвіч Сіті      | 2012–13 | Прем'єр-ліга    | 26        | 3         | 0            | 0            | 2          | 0          | —    | —     | 28     | 3      |
| Норвіч Сіті      | 2013–14 | Прем'єр-ліга    | 22        | 0         | 0            | 0            | 0          | 0          | —    | —     | 22     | 0      |
| Норвіч Сіті      | 2014–15 | Чемпіоншип      | 23        | 1         | 1            | 0            | 0          | 0          | —    | —     | 24     | 1      |
| Норвіч Сіті      | 2016–17 | Чемпіоншип      | 0         | 0         | 0            | 0            | 2          | 0          | —    | —     | 2      | 0      |
| Норвіч Сіті      | Всього  | Всього          | 71        | 4         | 1            | 0            | 4          | 0          | —    | —     | 76     | 4      |
| Норвіч Сіті U23  | 2016–17 | —               | —         | —         | —            | —            | —          | —          | 1    | 0     | 9      | 1      |
| Фулгем           | 2014–15 | Чемпіоншип      | 9         | 1         | —            | —            | —          | —          | —    | —     | 9      | 1      |
| Шеффілд Венсдей  | 2015–16 | Чемпіоншип      | 11        | 1         | 1            | 0            | 0          | 0          | 0    | 0     | 12     | 1      |
| Саутенд Юнайтед  | 2017–18 | Перша ліга      | 25        | 4         | 0            | 0            | 0          | 0          | 1    | 0     | 26     | 4      |
| Саутенд Юнайтед  | 2018–19 | Перша ліга      | 36        | 1         | 2            | 0            | 0          | 0          | 1    | 0     | 39     | 1      |
| Саутенд Юнайтед  | Всього  | Всього          | 61        | 5         | 2            | 0            | 0          | 0          | 2    | 0     | 65     | 5      |
| Загалом          | Загалом | Загалом         | 447       | 28        | 31           | 1            | 15         | 0          | 10   | 0     | 503    | 29     |

1. 1 2  Плей-оф Першої ліги
2. ↑  Плей-оф Чемпіоншипу
3. 1 2 3  Трофей Футбольної ліги

## Титули і досягнення
- Гравець року «Брентфорда»: 2005/06
- Гравець року «Галл Сіті»: 2007/08, 2008/09[27]